# مارفن سانتياغو
مارفن سانتياغو (بالإنجليزية: Marvin Santiago)‏ هو مغني وموسيقي أمريكي، ولد في 26 ديسمبر 1947 في سان خوان في بورتوريكو، وتوفي في 6 أكتوبر 2004 بسبب السكري.

## وصلات خارجية
- مارفن سانتياغو على موقع ميوزك برينز (الإنجليزية)
- مارفن سانتياغو على موقع ديسكوغز (الإنجليزية)